# جوني كاراس
جوني كاراس (بالإنجليزية: Johnny Karras)‏ هو لاعب كرة قدم أمريكية أمريكي، ولد في 29 يناير 1928 في شيكاغو في الولايات المتحدة، وتوفي في 6 نوفمبر 2008 في هينديل في الولايات المتحدة.

## وصلات خارجية
- جوني كاراس على موقع مرجع كرة القدم المحترفة.كوم (الإنجليزية)
- جوني كاراس على موقع JustSportsStats.com (الإنجليزية)
- جوني كاراس على موقع كلية كرة القدم في سبورتس رفرنس.كوم (الإنجليزية)
- جوني كاراس على موقع IMDb (الإنجليزية)